# Ecuación Noyes-Whitney

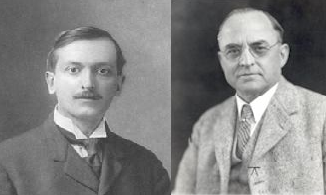
Arthur Noyes (izquierda) y Willis R. Whitney (derecha)

La ecuación de Noyes-Whitney fue formulada en 1897 por Arthur Amos Noyes y Willis Rodney Whitney. Dicha ecuación describe la velocidad del proceso de disolución de una sustancia (normalmente aplicado a fármacos) en medio líquido.

## Disolución
Una disolución es el proceso mediante el cual una sustancia sólida entra en un solvente, para dar como resultado una solución. También puede definirse como el proceso mediante el cual una sustancia sólida se disuelve.
Se considera disolución a una mezcla homogénea formada por dos o más sustancias puras, y su composición puede variar.

### Características generales.
Es un proceso imprescindible para que se produzca la absorción de un fármaco. En muchos casos actúa como factor limitante de la absorción. Por ello, es necesario conocer la cinética de disolución de un fármaco. 
Los parámetros utilizados para evaluar la cinética de disolución se clasifican de la siguiente manera:
- Puntuales empíricos: td90%, td50%

- Basados en una función matemática:
  - Con base fisicoquímica.
  - Sin base fisicoquímica.

- Modelo independientes.

Los parámetros puntuales se utilizan para expresar la velocidad de disolución. Esta se define como la cantidad de fármaco que se disuelve por unidad de tiempo bajo condiciones estandarizadas de la interfaz líquido-sólido, la temperatura y la composición del solvente. td50%  corresponde al tiempo de disolución necesario para que se disuelva un 50% del fármaco, mientras que td90% corresponde al tiempo de disolución necesario para que se disuelva un 90% del fármaco. 

## Ecuación
La velocidad de disolución, a su vez, puede definirse mediante la ecuación de Noyes–Whitney, que se basa en la ley de difusión de Fick:
{\displaystyle {\tfrac {dQ}{dt}}={\tfrac {(D*A(C_{S}-C))}{h}}}
Que, en condiciones «sink», se transformaría en:
{\displaystyle {\tfrac {dQ}{dt}}={\tfrac {(D*A*C_{s})}{h}}}
Donde dQ/dt = velocidad de disolución
D = Coeficiente de difusión
h = Espesor de la capa de difusión 
A = Área superficial del sólido
Cs = Concentración del F a saturación 
Que haya condiciones «sink» significa que, al tener una concentración en el medio mucho menor a la concentración del fármaco a saturación, despreciamos la concentración que hay en el medio. 
Dependiendo de si la superficie es constante o no la cantidad disuelta sigue una cinética de orden cero o de orden uno.

### Superficie constante.
En condiciones en el que la superficie es constante la cantidad de fármaco que queda por disolverse sigue una cinética de orden cero:
{\displaystyle {\tfrac {dQ}{dt}}={\tfrac {-(D*A*C_{s})}{h}}} → {\displaystyle {\tfrac {dQ}{dt}}=-K}
{\displaystyle \int \limits _{t}^{t=0}dQ=-K\int \limits _{t}^{t=0}dt}  → {\displaystyle Q_{0}-Q_{t}=-(K*t)}
{\displaystyle Q_{t}=Q_{0}-K*t}
{\displaystyle Q_{\infty }=Q_{0}}
Donde: 

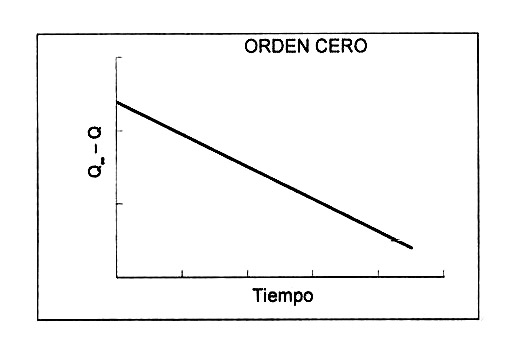
Cinética de orden cero que sigue el fármaco que aún queda por disolverse

Q0 = Cantidad que queda por disolver
Qt = Cantidad que queda por disolver a tiempo t
Q∞ = Cantidad disuelta a tiempo ∞

### Superficie variable.
Por otra parte, en condiciones en las que la superficie es variable, la cantidad que queda por disolverse sigue una cinética de orden uno:
{\displaystyle A=K'*Q}  → {\displaystyle dQ/dt=-K*K'*Q=-K''*Q}
{\displaystyle \int \limits _{t}^{t=0}{\tfrac {dQ}{Q}}=-K''*\int \limits _{t=0}^{t}dt=ln{\tfrac {Q_{0}}{Q_{t}}}=-(-k''*t)}
{\displaystyle {\tfrac {Q_{0}}{Q_{t}}}=e^{(k_{d}.t)}}→ {\displaystyle {\tfrac {Q_{t}}{Q_{0}}}=e^{-(k_{d}.t)}} → {\displaystyle Q_{t}=Q_{0}*e^{-(k_{d}.t)}}
{\displaystyle Q_{d}=Q_{0}-Q_{t}}
{\displaystyle Q_{d}=Q_{0}*(1-e^{-(k_{d}.t)})}
Donde: 

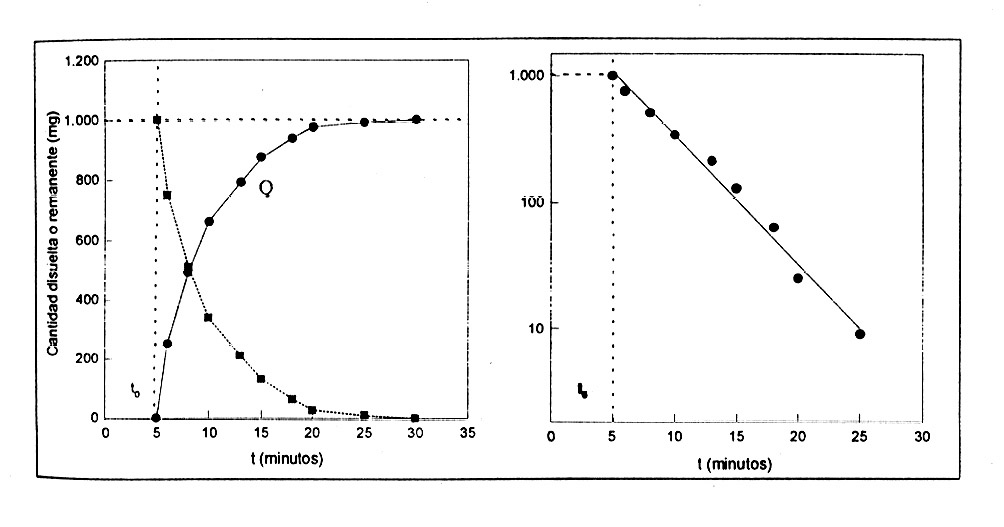
En la izquierda, cinética de disolución de orden 1 en escala lineal. A la derecha, cinética de disolución en escala semilogarítmica.

Q0 = Cantidad que queda por disolver a tiempo cero
Qt = Cantidad que queda por disolver a tiempo t
Qd = Cantidad disuelta a tiempo t